# Список глав государств в 228 году
Список глав государств в 227 году — 228 год — Список глав государств в 229 году — Список глав государств по годам

## Африка
- Мероитское царство (Куш):
  - Ариесбехе, царь (209 — 228)
  - Теритниде, царь (228 — 246)

## Азия
- Армения Великая — Тиридат II, царь (217 — 252)
- Гассаниды — Джафна I ибн Амр, царь (220 — 265)
- Дханьявади — Тюрия Дипати, царь[англ.] (198 — 245)
- Западные Кшатрапы — Дамасена, махакшатрап (223 — 232)
- Иберия — Ваче, царь (216 — 234)
- Китай (Период Троецарствия):
  - Вэй — Мин-ди (Цао Жуй), император (226 — 239)
  - У — Сунь Цюань, император (222 — 252)
  - Шу — Лю Шань, император (223 — 263)
- Корея (Период Трех государств):
  - Конфедерация Кая — Кодын, ван (199 — 259)
  - Когурё — Тончхон, тхэван (227 — 248)
  - Пэкче — Кусу, король (214 — 234)
  - Силла — Нэхэ, исагым (196 — 230)
- Кушанское царство — Канишка II, царь (226 — 240)
- Осроена — Ману IX, царь (216 — 242)
- Паган — Пьюсоти, король[англ.] (167 — 242)
- Персия (Сасаниды) — Ардашир I, шахиншах (224 — 241)
- Тоба — Тоба Ливэй, вождь (219 — 277)
- Чера — Янаикат-сей Мантаран Черал, царь (201 — 241)
- Япония — Дзингу Кого, регент (201 — 269)

## Европа
- Боспорское царство:
  - Рескупорид III, царь (210 — 228)
  - Котис III, царь (228 — 234)
- Ирландия — Кормак мак Арт, верховный король (226 — 266)
- Римская империя:
  - Александр Север, римский император (222 — 235)
  - Квинт Айаций Модест Кресцентиан, консул (228)
  - Марк Помпоний Меций Проб, консул (228)

## Галерея
- Александр Север 
 222—235 
 Император Римской империи
- Ардашир I 
 224—241 
 Шахиншах Персии
- Сунь Цюань 
 222—252 
 Император китайской империи У
- Дзингу 
 201—269 
 Императрица Японии